# Tehuelche

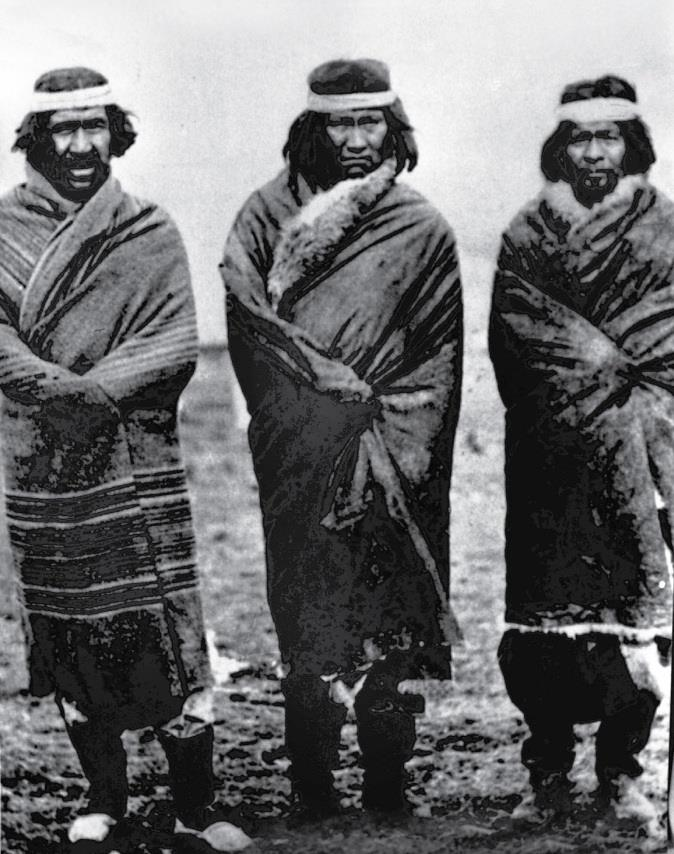
Căpetenii tehuelche din provincia Santa Cruz din sudul Argentinei.

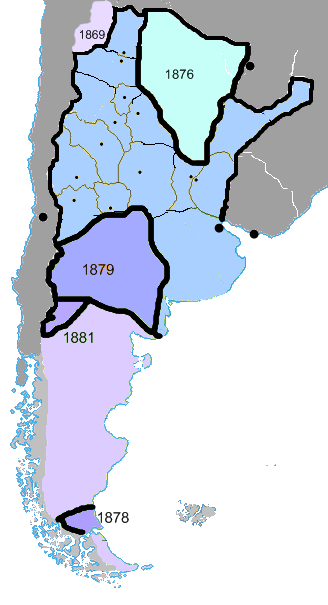
Realizată de generalul Roca, Cucerirea deșertului a însemnat extinderea autorității argentiniene asupra Patagoniei

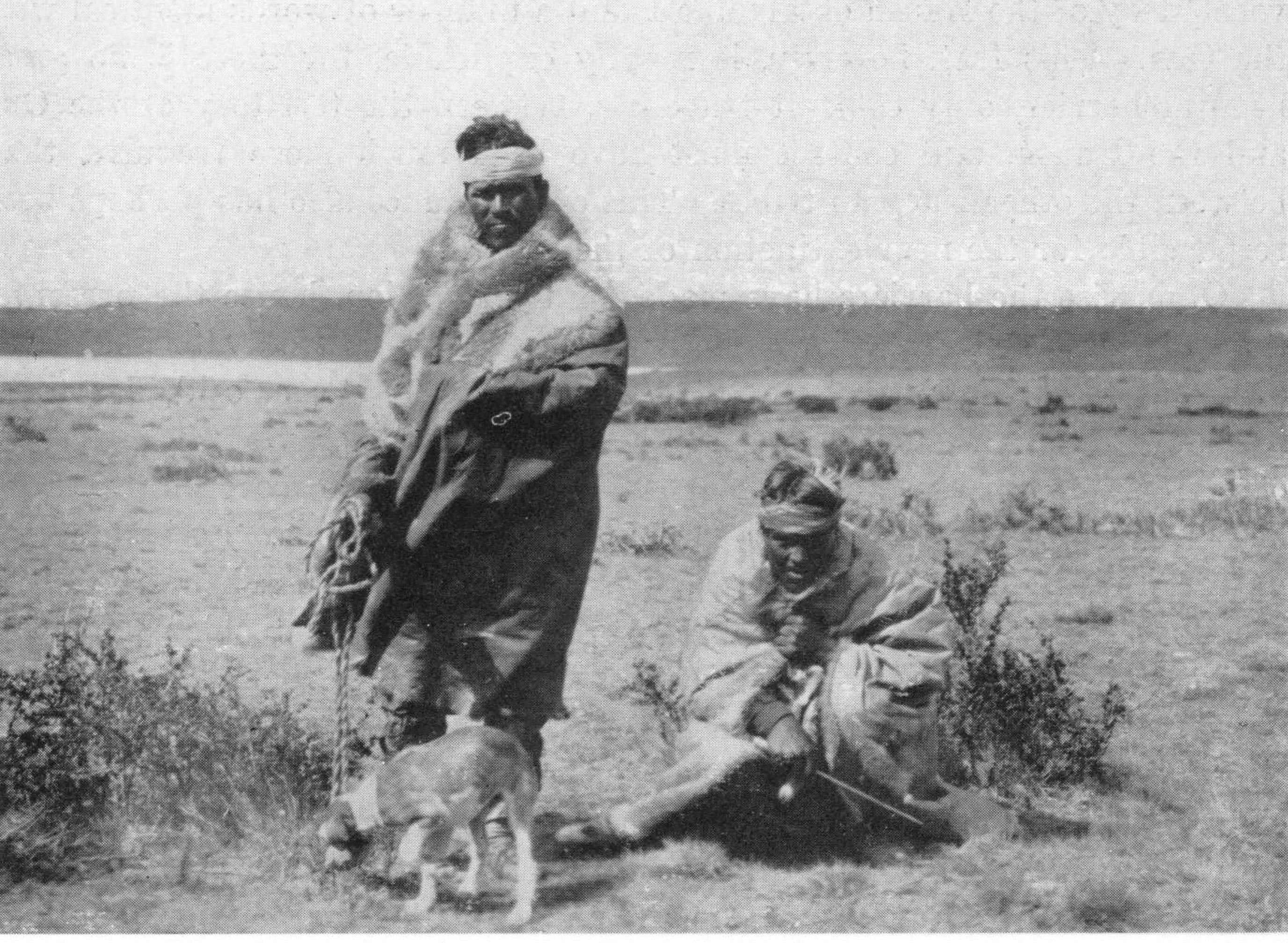
Tehuelche în Río Gallegos.

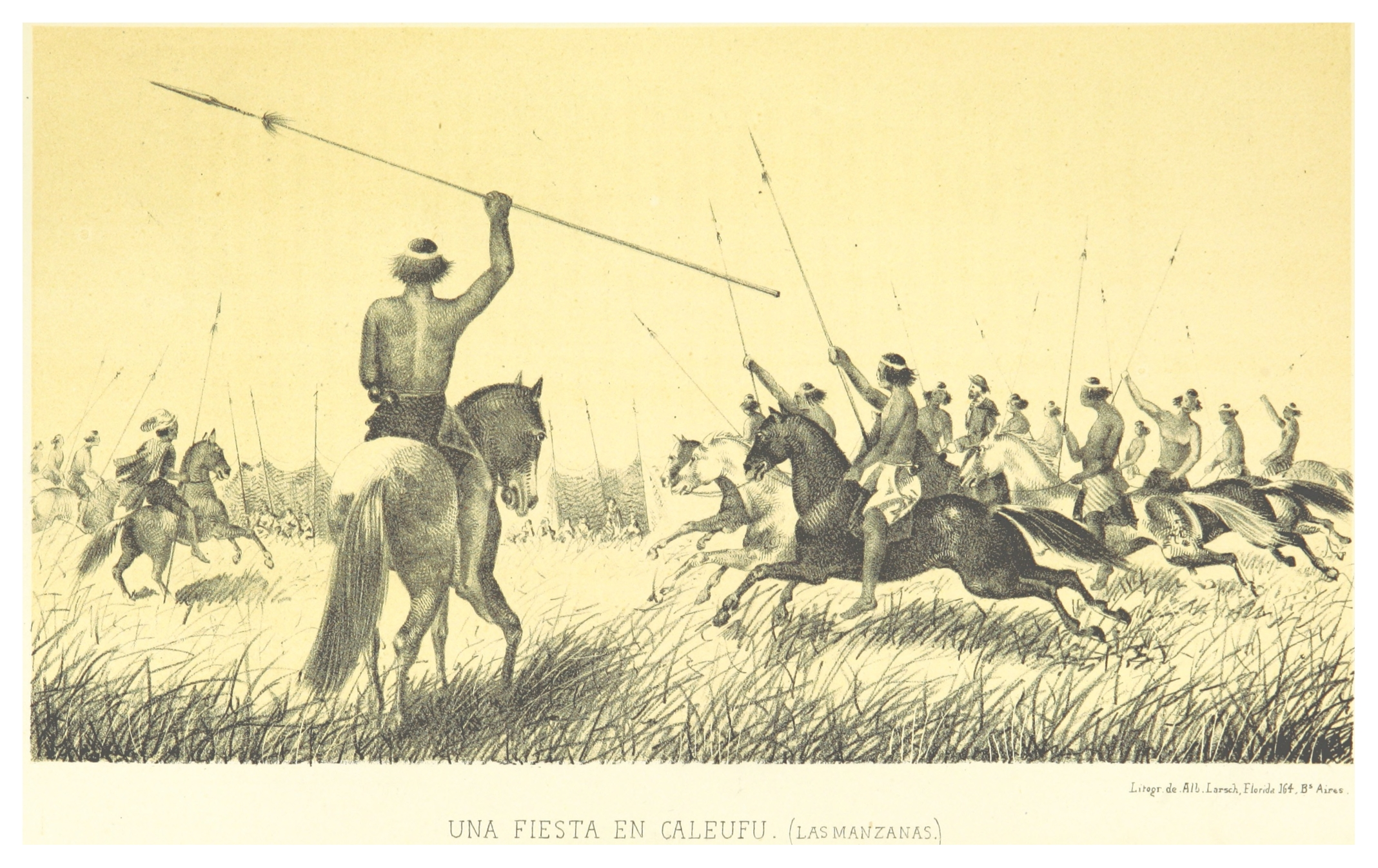
Războinici tehuelche

Tehuelche [teuelce] sau patagonezii sunt un popor indigen din Patagonia din America de Sud, ai cărui membri rămași locuiesc în prezent la frontiera sudică dintre Argentina și Chile.
Numele „complexul tehuelche” a fost folosit de cercetători într-un sens larg pentru a desemna populațiile indigene din Patagonia și Pampa. Mai mulți specialiști, misionari și călători au propus să-i grupeze pe baza vecinătății geografice, asemănărilor culturale și lingvistice, chiar dacă limbile pe care le vorbeau nu erau înrudite și distribuția lor geografică era întinsă.
Până la sosirea europenilor (începutul secolului al XVI-lea) tehuelche erau vânători-culegători care erau mobili sezonier, urmând turmele de guanaco. Iernau în zonele joase (pajiști, zone umede, țărmuri, maluri ale lacurilor etc.), iar în timpul verii se deplasau pe platourile centrale din Patagonia sau în munții Anzi, unde muntele Fitz Roy era unul dintre locurile lor sacre.
La 31 martie 1520, expediția spaniolă, sub comanda lui Fernando de Magallanes, a ancorat în Golful San Julián pentru a petrece iarna acolo. Aici au venit în contact cu grupurile indigene tehuelche, pe care i-au numit „patagones”, după cum a consemnat cronicarul expediției Antonio Pigafetta.
Înainte de a-i întâlni personal pe tehuelche, exploratorii au fost uimiți de dimensiunea urmelor lor. Acestea, lărgite de blănurile de animale pe care le foloseau ca încălțăminte, păreau mult mai mari decât cele ale europenilor de atunci. În secolul al XVI-lea înălțimea medie a bărbaților europeni de aproximativ 165 cm ar fi fost mai mică decât a patagonezilor a căror înălțime ar fi fost în medie peste 2 metri conform unor relatări și în jur de 183 cm conform altora. Astfel, este posibil ca europenii să-i fi considerat „patones” („cu picioare mari”) sau patagonezii să le fi adus aminte exploratorilor de gigantul Pathoagón din romanul cavaleresc Primaleón. Patagonezii au devenir celebri în literatura europeană din secolele XVI-XIX, datorită staturii lor mari și a forței fizice.
Introducerea calului de către spanioli, cu care au făcut cunoștință încă din 1570, a transformat organizarea socială a tehuelche. La fel ca grupurile indigene din Marile Câmpii nord-americane tehuelche cutreierau stepele din Patagonia, trăind în principal din carne de guanaco și rhea (ñandú sau choique), urmată de cea de cerb, mara și chiar puma și jaguar, consumând și anumite plante (deși târziu, au învățat să cultive pământul). Grupurile lor erau compuse din 50 până la 100 de membri.